# 남산전시관
남산전시관은 남산야외식물원과 연계한 교육학습의 장으로 활용하며, 남산에 대한 이해증진과 자연의 소중함을 일깨우고 남산 제모습 가꾸기 사업의 전후를 비교함으로써 훼손된 자연을 되살리는데는 많은 시간과 노력이 필요하다는 산 교육장으로 활용하는 공간이다.

## 제1전시실(1층)
- 주제: 우리의 남산
  - 남산의 사계: 남산 사계의 수려한 경치로 이미지 합성
  - 연혁·명칭: 남산관련 역사적 사실과 명칭, 유래 내용
  - 남산봉수대: 봉수대의 기능, 봉수망을 입체적 연출
  - 사적지 문화: 남산의 사적지와 문화를 알기 쉽게 연출
  - 남산의 설화 등

## 제2전시실(지층)
- 주제: 푸르른 남산 
  - 일제시대의 남산: 일본에 의해 훼손된 남산표현
  - 광복후의 남산: 전쟁과 경제개발에 황폐화된 남산
  - 제 모습을 찾은 남산: 남산이 제 모습을 찾아가는 과정을 연출
  - 남산의 어제와 오늘: 남산의 훼손된 모습과 제 모습을 찾은 모습을 축소 모형으로 연출
  - 야외식물원: 야외식물원의 배치 등을 모식도로 표현
  - 정보검색 코너: 남산을 관련한 다양한 정보와 자료를 수집할 수 있는 공간연출
  - 남산의 동·식물: 남산의 생태계 관련 자료 설명
  - 아름다운 남산: 전시관 전체내용을 함축하여 영상물(프로젝션TV)로 연출
  - 아름다운 숲속: 남산의 아름다운 숲 속의 단면을 디오라마로 생동감있게 연출

 본 문서에는 서울특별시에서 지식공유 프로젝트를 통해 퍼블릭 도메인으로 공개한 저작물을 기초로 작성된 내용이 포함되어 있습니다.